# DANGER
『DANGER』（デンジャー）は、44MAGNUMの1枚目のオリジナル・アルバム。

## 概要
44MAGNUMのデビューアルバム。
2002年8月21日には、再結成を記念し、リマスタリングとボーナス・トラックを追加し、紙ジャケット仕様で再発売した。
2012年3月21日には、結成35周年を記念してSHM-CD仕様で再発売した。
デビュー前のライブでよく演奏されていた楽曲を中心に構成されているのが本作の特徴である。

## 収録曲
（全作詞（特記以外）：梅原“PAUL”達也、全作曲（特記以外）：広瀬“JIMMY”さとし）
1. I'M ON FIRE
2. YOUR HEART
3. THE WILD BEAST
4. YOU LOVE ME, DON’T YOU？
5. NO STANDING STILL
6. DIRTY LADY
7. BABY,COME TOGETHER
  - 作詞：大野祥之 、梅原“PAUL”達也
8. AT LAST I'M A FREE MAN
9. SATISFACTION
  - 作曲：梅原“PAUL”達也
10. I DON'T KNOW WHAT YOU SAY※再発売盤のみ収録のボーナス・トラック。

## 参加メンバー
- 梅原“PAUL”達也：ボーカル
- 吉川“BAN”裕規：ベース
- 広瀬“JIMMY”さとし：ギター
- 宮脇“JOE”知史：ドラムス